# Gawin (imię)
Gawin – imię męskie pochodzenia łacińskiego. Wywodzi się od imienia Gabinus oznaczającego "pochodzący z Gabinum", miasta w Italii. św. Gawin był męczennikiem żyjącym w II wieku na Sardynii
Gawin imieniny obchodzi 19 lutego i 30 maja.